# Portretul micuței Cossette
Le portrait de petit Cossette (コゼットの肖像 Kozetto no Shōzō?), adică Portretul micuței Cossette, este o animație video originală produsă de Aniplex. S-a întins pe parcursul unei serii de 3 episoade AVO și a fost lansată în 2004. Animeul a fost licențiat pentru distribuție nord americană de către Geneon și lansat ca "Le Portrait de Petite Cossette", corectând greșeala gramaticală din titlul franțuzesc, dar lăsând greșelile de tipar și sintaxă, din moment ce franțuzescul corect este "Le portrait de la petite Cosette". Odată tradus din franceză în engleză totuși, titlul este "The Portrait of Small Cosette". Fuse TV a difuzat animeul ca parte a Săptămânii Exploziei Anime pe 15 decembrie 2007.
Serialul a fost adaptat într-o serie manga de către Asuka Katsura (pronunțat Asuka Kațura). S-a întins pe parcursul a două volume și a fost publicată în 2004. Varianta în limba engleză a fost publicată de către Tokyopop.

## Subiect
Serialul se concentrează pe Eiri Kurahashi (pronunțat Eiri Kurahași), un student la arte care lucrează într-un magazin de antichități. Într-o zi, acesta vede imaginea unei fete într-un vechi pahar de cristal. Spre șocul lui, aceasta pare să se miște și să-și trăiască viața pe dinaintea ochilor lui. Se îndrăgostește nebunește de fată, și într-o noapte la miezul nopții, cumva intră în contact cu ea. Află că numele ei este Cossette (pronunțat aproximativ Cozet în versiunea franceză sau Cozetto în cea japoneză), și că era fiica unui aristocrat din timpul secolului al XVIII-lea.
Aceasta îi dezvăluie că sufletul ei a rămas captiv în pahar prin uciderea ei, care fusese comisă de către logodnicul său, artistul Marcelo Orlando. Pentru a o elibera, îi spune lui Eiri că un bărbat trebuie să fie dispus să ia asupra lui pedeapsa pentru păcatele comise de Marcelo.
Pe măsură ce serialul avansează, Eiri este torturat mintal și fizic de către Cossette, care îi cere să îi dovedească iubirea profesată pentru ea. Este dezvăluit că Eiri este reîncarnarea lui Marcelo, iar Cossette devine la fel de nebunește îndrăgostită de el precum el de ea. De asemenea sunt reprezentate eforturile din viața lui Eiri - rude, prieteni și mentori, și în mod obligatoriu „fata de-alături” ca subiect al iubirii - pentru a-l elibera de ceea ce devine din ce în ce mai evident pentru ei, o cale autodistructivă.

## Personaje
Cossette d'Auvergne (コゼット・ドーヴェルニュ Kozetto Dōverunyu?)

Cossette d'Auvergne

- Dublaj voce: Marina Inoue (japoneză), Michelle Ruff (engleză), Isabelle Volpe (franceză), Marcella Silvestri (italiană), Manja Doering (germană), Yelena Lukinykh (rusă)

Cossette este o frumoasă tânără fată al cărei spirit bântuie un delicat pahar venețian. Cu ochi delicați, păr blond lung și un corp suplu, frumusețea ei este în același timp obsedantă și încântătoare. Fusese ucisă de către iubitul său Marchello deoarece acesta devenise prea obsedat de frumusețea sa și voia ca aceasta să rămână așa pentru totdeauna. Ea îl convinge pe Eiri să intre într-un "pact al sângelui" pentru a se răzbuna pe Marchello. În cele din urmă regretă că l-a implicat pe Eiri în toate acestea și se auto-trimite la Cossette cea a lui Marchello din somnul de veghe; mulțumită lui Eiri aceasta e renăscută în Shoko.
Eiri Kurahashi (倉橋 永莉 Kurahashi Eiri?)

Eiri Kurahashi (倉橋 永莉) şi paharul veneţian în care este captivă Cossette

- Dublaj voce: Mitsuki Saiga (japoneză), Johnny Yong Bosch (engleză), Nicolas Beaucaire (franceză), Maurizio Merluzzo (italiană), Robin Kahnmeyer (germană), Mikhail Kadanin (rusă)

Eiri, un artist talentat aflat la început de drum, lucrează în magazinul bizar de antichități al familiei sale.  Lumea sa tânără este transformată după ce dă peste un delicat pahar Venețian adăpostind o saga încântătoare.  Paharul este de fapt un portal în lumea tragică a unei tinere fete numite Cossette. Se îndrăgostește de această iluzie care este pe atât de frumoasă pe cât de blestemată. Îi este spus de către Cossete că el este Marchello renăscut. Cu toate acestea Eiri se dovedește a nu semăna deloc cu acesta în episodul final când pictează un minunat portret al Cossettei cu propriul sânge, "omorând" versiunea lui Marchello.
Shoko Mataki (真滝 翔子 Mataki Shōko?)
- Dublaj voce: Megumi Toyoguchi (japoneză), Julie Ann Taylor (engleză), Isabelle Volpe (franceză), Julia Ziffer (germană), Yekaterina Toboroveț (rusă)

Shoko este o prietenă apropiată și o confidentă a lui Eiri.  Deși o tânără domnișoară extrem de isteață, nesiguranța ei este adăugată la un caracter nevrotic care inspiră dragoste. După cum este arătat în AVO, devine cu ușurință geloasă în legătură cu lucrurile pe care le aude despre viața amoroasă a lui Eiri. Este arătat că ține mult la el când acesta se schimbă puțin din cauza pactului în care intrase cu Cossette. La sfârșitul celui de-al III-lea și ultimul episod, după ce Eiri învinge vasul lui Marchello (pictura "Falsă Cossete"), Cossete este renăscută în Shoko. Aceasta se trezește și spune :"Eiri se va întoarce să picteze mai multe portrete..." dovedind prezența Cossettei.
Yuu Saiga (斎賀 由布 Saiga Yūu?)
- Dublaj voce: Mamiko Noto (japoneză), Kari Wahlgren (engleză), Ann Vielhaben (germană), Yuliya Skvorțova (rusă)

O tânără fată cu abilități psihice nedezvoltate care lucrează la restaurantul de delicatese local. Deși nu știe exact ce se întâmplă cu Eiri, abilitățile ei îi permit o anumită pătrundere în rădăcinile paranormale ale obsesiei lui Eiri.
Kaoru Nishimoto (西本 香織 Nishimoto Kaoru?)
- Dublaj voce: Yukari Tamura

Michiru Yajiri (鏃 みちる Yajiri Michiru?)
- Dublaj voce: Ikumi Fujiwara (japoneză), Annie Pastrano (engleză)

Michiru lucrează ca cititoare a cărților de tarot locală și împarte cu Eiri o legătură emoțională care o atrage în saga răzbunării Cossettei.
Yutaka Enokido (榎戸 豊 Enokido Yutaka?)
- Dublaj voce: Junpei Morita

Michio Misamoto (久本 道夫 Hisamoto Michio?)
- Dublaj voce: Shinnosuke Furumoto (japoneză), Kirk Thornton (engleză)

Zenshinni of Shakado (釈迦堂 菩心尼 Shakadō-Zenshinni?)
- Dublaj voce: Rei Igarashi (japoneză), Mari Devon (engleză)

Ca preoteasă locală și medium, talentele lui Shakado (pronunțat Șakado) dezvăluie energii îngrijorătoare acoperindu-l pe Eiri precum umbra morții.
Hatsumi Mataki (真滝 八海 Mataki Hatsumi?)
- Dublaj voce: Kumiko Yokote (japoneză), Wendee Lee (engleză), Silvia Missbach (germană), Olga Shmargun (rusă)

Fizicianul local și mătușă a lui Shoko, Hatsumi (pronunțat Hațumi) este total amețită de afecțiunile psihosomatice ale lui Eiri.
Marchello Orlando (マルチェロ・オルランド Maruchero Orurando?)
- Dublaj voce: Masashi Ebara  (japoneză), Frédéric Souterelle (franceză), Rainer Doering (germană)

## Media

### AVO
Sony Pictures Entertainment a lansat cele trei compilații DVD Region 2 din 26 mai 2004 până pe 22 decembrie 2004. Animeul a fost licențiat de Geneon Entertainment, totuși Geneon s-a oprit în 2007. De atunci animeul a fost relicențiat de către Sentai Filmworks, cu distribuția din partea Section23 Films. AVO-ul este lansat pe 20 aprilie 2010.
| 1 | 26 mai 2004       |
| 2 | 28 iulie 2004     |
| 3 | 22 decembrie 2004 |

Petit Cossette (Micuța Cossette) este de asemenea licențiată în Noua Zeelandă și Australia de către Madman Entertainment, și în Germania de către Tokyopop.

### Coloană sonoră
Pe 1decembrie 2004, coloana sonoră a AVO-ului a fost lansată de Wint. A conținut optsprezece melodii de Yuki Kajiura (梶浦由記) (pronunțat Iuki Kagiura), incluzând tema principală "Giuvaier" (宝石 Hōseki?). Lansat în format individual pe 11 august 2004, "Hōseki" este cântat de Marina Inoue (井上麻里奈).
Deși prima piesă de pe albumul coloanei sonore originale poartă numele de „The main theme of Petit Cossete“, adică „Tema principală a micuței Cossette“, acesteia îi revine în primul rând statutul de temă de deschidere, fiind tema de deschidere a primului episod.
| Album | Nr. piesă | Durata piesei | Nume original al piesei          | Nume românesc al piesei            | Compozitor              | Cântăreț                     |
| --- | --------- | ------------- | -------------------------------- | ---------------------------------- | ----------------------- | ---------------------------- |
| コゼットの肖像 オリジナルサウンドトラック (Kozetto no Shōzō orijinaru saundotorakku?) Coloana sonoră originală a Portretului micuței Cossette | 01        | 04:47         | The main theme of Petit Cossette | Tema principală a Micuței Cossette | Yuki Kajiura (梶浦由記) | Yuki Kajiura (梶浦由記)      |
| コゼットの肖像 オリジナルサウンドトラック (Kozetto no Shōzō orijinaru saundotorakku?) Coloana sonoră originală a Portretului micuței Cossette | 02        | 02:47         | Somewhere I Belong               | Undeva unde aparțin                | Yuki Kajiura (梶浦由記) | Yuki Kajiura (梶浦由記)      |
| コゼットの肖像 オリジナルサウンドトラック (Kozetto no Shōzō orijinaru saundotorakku?) Coloana sonoră originală a Portretului micuței Cossette | 03        | 02:54         | Moonflower                       | Floarea Lunii                      | Yuki Kajiura (梶浦由記) | Yuki Kajiura (梶浦由記)      |
| コゼットの肖像 オリジナルサウンドトラック (Kozetto no Shōzō orijinaru saundotorakku?) Coloana sonoră originală a Portretului micuței Cossette | 04        | 03:15         | Sadness                          | Tristețe                           | Yuki Kajiura (梶浦由記) | Yuki Kajiura (梶浦由記)      |
| コゼットの肖像 オリジナルサウンドトラック (Kozetto no Shōzō orijinaru saundotorakku?) Coloana sonoră originală a Portretului micuței Cossette | 05        | 03:02         | Regret                           | Regret                             | Yuki Kajiura (梶浦由記) | Yuki Kajiura (梶浦由記)      |
| コゼットの肖像 オリジナルサウンドトラック (Kozetto no Shōzō orijinaru saundotorakku?) Coloana sonoră originală a Portretului micuței Cossette | 06        | 02:28         | Love Pain                        | Durerea iubirii                    | Yuki Kajiura (梶浦由記) | Yuki Kajiura (梶浦由記)      |
| コゼットの肖像 オリジナルサウンドトラック (Kozetto no Shōzō orijinaru saundotorakku?) Coloana sonoră originală a Portretului micuței Cossette | 07        | 01:45         | Unhallowed                       | Nesfințit                          | Yuki Kajiura (梶浦由記) | Yuki Kajiura (梶浦由記)      |
| コゼットの肖像 オリジナルサウンドトラック (Kozetto no Shōzō orijinaru saundotorakku?) Coloana sonoră originală a Portretului micuței Cossette | 08        | 02:08         | Leave Me Cold                    | Lasă-mă rece                       | Yuki Kajiura (梶浦由記) | Yuki Kajiura (梶浦由記)      |
| コゼットの肖像 オリジナルサウンドトラック (Kozetto no Shōzō orijinaru saundotorakku?) Coloana sonoră originală a Portretului micuței Cossette | 09        | 02:09         | Breakdown                        | Extenuare                          | Yuki Kajiura (梶浦由記) | Yuki Kajiura (梶浦由記)      |
| コゼットの肖像 オリジナルサウンドトラック (Kozetto no Shōzō orijinaru saundotorakku?) Coloana sonoră originală a Portretului micuței Cossette | 10        | 04:36         | In a Beautiful Morning of May    | Într-o dimineață frumoasă de mai   | Yuki Kajiura (梶浦由記) | Yuki Kajiura (梶浦由記)      |
| コゼットの肖像 オリジナルサウンドトラック (Kozetto no Shōzō orijinaru saundotorakku?) Coloana sonoră originală a Portretului micuței Cossette | 11        | 02:29         | Prophet's Dream                  | Visul profetului                   | Yuki Kajiura (梶浦由記) | Yuki Kajiura (梶浦由記)      |
| コゼットの肖像 オリジナルサウンドトラック (Kozetto no Shōzō orijinaru saundotorakku?) Coloana sonoră originală a Portretului micuței Cossette | 12        | 03:20         | Undertow                         | Curent de fund                     | Yuki Kajiura (梶浦由記) | Yuki Kajiura (梶浦由記)      |
| コゼットの肖像 オリジナルサウンドトラック (Kozetto no Shōzō orijinaru saundotorakku?) Coloana sonoră originală a Portretului micuței Cossette | 13        | 02:18         | Float                            | Plutire                            | Yuki Kajiura (梶浦由記) | Yuki Kajiura (梶浦由記)      |
| コゼットの肖像 オリジナルサウンドトラック (Kozetto no Shōzō orijinaru saundotorakku?) Coloana sonoră originală a Portretului micuței Cossette | 14        | 01:40         | Fake Jewel                       | Giuvaier fals                      | Yuki Kajiura (梶浦由記) | Yuki Kajiura (梶浦由記)      |
| コゼットの肖像 オリジナルサウンドトラック (Kozetto no Shōzō orijinaru saundotorakku?) Coloana sonoră originală a Portretului micuței Cossette | 15        | 04:47         | Silent Ceremony                  | Ceremonie tăcută                   | Yuki Kajiura (梶浦由記) | Yuki Kajiura (梶浦由記)      |
| コゼットの肖像 オリジナルサウンドトラック (Kozetto no Shōzō orijinaru saundotorakku?) Coloana sonoră originală a Portretului micuței Cossette | 16        | 03:22         | Evocation                        | Evocare                            | Yuki Kajiura (梶浦由記) | Yuki Kajiura (梶浦由記)      |
| コゼットの肖像 オリジナルサウンドトラック (Kozetto no Shōzō orijinaru saundotorakku?) Coloana sonoră originală a Portretului micuței Cossette | 17        | 02:12         | My Love, So Sweet                | Iubirea mea, așa dulce             | Yuki Kajiura (梶浦由記) | Yuki Kajiura (梶浦由記)      |
| コゼットの肖像 オリジナルサウンドトラック (Kozetto no Shōzō orijinaru saundotorakku?) Coloana sonoră originală a Portretului micuței Cossette | 18        | 04:56         | 宝石 (Hōseki)                    | Giuvaier                           | Yuki Kajiura (梶浦由記) | Marina Inoue și Yuki Kajiura |
| 宝石 / Ballad (Single) Giuvaier / Baladă (Individual)                                                                                         | 01        | 04:56         | 宝石                             | Giuvaier                           | Yuki Kajiura (梶浦由記) | Marina Inoue (井上麻里奈)    |
| 宝石 / Ballad (Single) Giuvaier / Baladă (Individual)                                                                                         | 02        | 04:56         | Ballad                           | Baladă                             | Yuki Kajiura (梶浦由記) | Marina Inoue (井上麻里奈)    |
| 宝石 / Ballad (Single) Giuvaier / Baladă (Individual)                                                                                         | 03        | 05:27         | 宝石 (オリジナルカラオケ)        | Giuvaier (karaoke original)        | Yuki Kajiura (梶浦由記) | Marina Inoue (井上麻里奈)    |
| 宝石 / Ballad (Single) Giuvaier / Baladă (Individual)                                                                                         | 04        | 05:27         | Ballad (オリジナルカラオケ)      | Baladă (karaoke original)          | Yuki Kajiura (梶浦由記) | Marina Inoue (井上麻里奈)    |

### Manga
Le Portrait de Petit Cossette a fost serializat în Monthly Magazine Z (Revista Lunară Z) a Kodansha.
Tokyopop a licențiat Le Portrait de Petit Cossette pentru o difuzare în limba engleză în America de Nord și a publicat volumele din iulie 2006 pînă în noiembrie 2006. În orice caz, ambele volume sunt acum scoase de pe piață. Seria este de asemenea licențiată în Franța de către Asuka Comics.
| Copertă | Vol. | Titlu                         | Japonia           | Japonia           | America de Nord  | America de Nord   |
| Copertă | Vol. | Titlu                         | Data lansării     | ISBN              | Data lansării    | ISBN              |
| ------- | ---- | ----------------------------- | ----------------- | ----------------- | ---------------- | ----------------- |
|         | 01   | Cossette no Shozou            | 11 august 2004    | 978-4-06-349183-8 | 11 iulie 2006    | 978-1-59816-530-2 |
|         | 02   | Le Portrait de Petit Cossette | 21 decembrie 2004 | 978-4-06-349191-3 | 7 noiembrie 2006 | 978-1-59816-531-9 |

## Recepție
Theron Martin de la Rețeaua de Știri Anime a descris-o ca „o poveste de groază supranaturală despre dragoste și obsesie. Vizualele sale dramatice, măiestria excepțională și notele muzicale somptuase fac din vizionarea sa chiar o experiență, și nici povestea nu-i pe jumătate rea.“ Totuși, acesta a notificat că firul narativ al primelor două episoade a fost „destul de previzibil“ și că personajele secundare au fost „subdezvoltate și prea puțin folosite“.